# Famille Zoubov
Pour les articles homonymes, voir Zoubov.
La famille Zoubov (en russe : Зубов) est une famille de la noblesse russe qui a participé aux plus hautes affaires de l'État dans les années 1790, lorsque Platon Zoubov a succédé au comte Orlov et au prince Potemkine en tant que favori de Catherine II de Russie dite la Grande.

## Origines

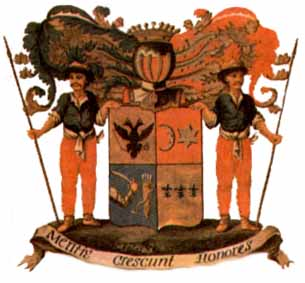
Blason de la famille Zoubov.

Les Zoubov sont d'abord apparus au service de ducs moscovites au XVe siècle. Nicolas Vassilievitch Zoubov (1699-1786) sert au collège d'économie, et son fils Alexandre Nikolaïevitch Zoubov (1727-1795) est réputé pour s'être enrichi en étant au service du vice-gouverneur de Vladimir. Il eut trois filles et quatre fils, dont trois, Nicolas, Platon et Valerian ont été faits comtes par l'empereur François II.

## Le prince Platon Zoubov

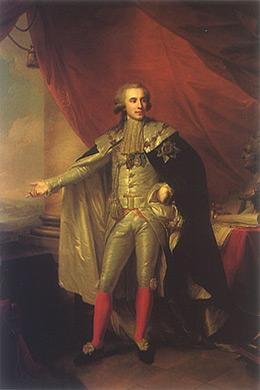
Platon Zoubov

Platon Alexandrovitch Zoubov (15 novembre 1767- 7 avril 1822), ou von Zuboff, comme il préfère être appelé, est le troisième fils. C'est grâce à un parent éloigné, le maréchal d'infanterie  Nikolaï Saltykov, qu'il rencontre l'impératrice. Saltykov présente le jeune et bel officier à la cour à condition qu'il l'aide dans sa querelle avec le favori de longue date de Catherine, le prince Potemkine.
En août 1789, Catherine écrit à Potemkine qu'elle est revenue à la vie après un paisible et long hiver « comme le fait une mouche ». « Maintenant je me sens bien et joyeuse à nouveau », rajoute-t-elle en parlant de son nouvel ami, « un sombre et mystérieux homme ». Catherine informe ainsi Potemkine dans sa lettre suivante, « notre bébé », comme elle l'appelle, « pleure lorsque l'accès à ma chambre lui est refusé ». De jeunes courtisans se succédant chaque mois dans le cœur de Catherine, Potemkine n'attache pas plus d'importance que cela à cette nouvelle liaison. Catherine avait 60 ans et Zoubov seulement 22, le vieux courtisan ne pouvait croire que leur relation durerait une période de temps prolongée.
Zoubov, cependant, s'est arrangé pour établir une emprise forte sur les affections et le caractère de Catherine. En sept ans, il est fait comte puis Reichsfürst, c'est-à-dire Prince du Saint-Empire romain germanique, et devient ainsi le quatrième et dernier Russe à obtenir ce titre. À la mort de Potemkine, il lui succède en tant que gouverneur-général de la Nouvelle Russie, zone historique située à présent surtout dans le territoire de l'Ukraine et de la partie sud de la Russie. Ainsi Fédor Rostoptchine rapporte à Semion Romanovitch Vorontsov le 20 août 1795, que « le comte Zoubov est tout ici. Il n'y a aucun autre désir que le sien. Sa puissance est supérieure à celle de Potemkine. Il est aussi irresponsable et incapable qu'avant, bien que l'impératrice continue à répéter qu'il est le plus grand génie que l'histoire de Russie ait connu. »
Pendant ses années de pouvoir, Zoubov a amassé une énorme fortune. L'impératrice lui confère des dizaines de milliers de serfs, en même temps les courtisans rivalisent en  lui prodiguant chacun le présent le plus extravagant. Dans les dernières années du règne de Catherine, même la plupart des sujets les plus futiles et insignifiants passent à travers la décision de Zoubov. Une foule de quémandeurs s'amassait dans la chambre à coucher tous les matins, tentant désespérément d'attirer l'attention de son singe de compagnie sinon de lui-même, tandis que les vieux généraux préparaient son café. Les secrétaires de Zoubov eux s'enrichissaient sur les pots-de vin que donnaient les quémandeurs. Ils étaient tous considérés comme singulièrement incompétents dans les affaires d'État, mais au moins l'un d'entre eux demeure dans la postérité, l'Espagnol José De Ribas, en tant que fondateur d'Odessa.
Le caractère de Zoubov est capricieux et instable. Alexandre Souvorov et Denis Fonvizine sont sous sa protection, mais il est désigné comme étant l'instigateur de la persécution de Alexandre Radichtchev et de Nikolaï Novikov. Il ne laisse apparaître aucun respect envers l'héritier de la couronne le tsarévitch Paul, futur Paul Ier. Comme beaucoup s'y attendaient, la mort de Catherine l'amène au bord de la folie. Pendant dix jours, il se cache dans la maison de sa sœur Olga. Le onzième jour, l'empereur Paul Ier, lui rend visite, boit à sa santé et lui souhaite « autant d'années de prospérité qu'il y a de gouttes dans ce pichet » . Néanmoins, il est dépossédé de ses provinces, relevé de toutes ses fonctions et il lui est fortement conseillé d'aller à l'étranger.
Durant le règne de Paul, Zoubov voyage en Europe, où il est montré comme une curiosité. À Teplitz il tombe amoureux de la comtesse de la Roche-Aymon, puis est proposé à la princesse de Courlande qui refuse. Après un obscur duel, auquel il refuse de prendre part et qui résulte de sa participation à la mort du cousin du roi de France Louis XVI, le Chevalier de Saxe, Zoubov se retire dans son château de Rundale dessiné par l'architecte Bartolomeo Rastrelli situé en Courlande, autrefois résidence du duc qui prétendait appartenir à la dynastie des Biron, Ernst Johann von Biron. Il termina sa vie totalement retiré du monde, avec pour seul contact ses serfs qu'il traitait sans pitié. Sa jeune veuve, Thècle Walentinowicz, fille d'un propriétaire foncier local, se remaria avec le comte Chouvalov, et de ce fait introduisit les vastes domaines de Zoubov dans la famille Chouvalov.

## Les Zoubov sous Paul et Alexandre Ier
Les frères ainés de Platon, Nicolas (1763-1805) et Dimitri (1764-1836), sont faits généraux quand leur famille est au pouvoir. Nicolas sert dans l'armée de Souvorov, soutient le maréchal d'infanterie  dans ses intrigues contre Potemkine et se marie à sa fille unique, l'illustre Souvorotchka (1775-1844), dont la lignée existe toujours jusqu'à présent.
Nicolas Zoubov est impliqué dans la conspiration menant à l'assassinat de l'empereur de Russie Paul Ier, dont on dit que la propre sœur de Nicolas, Olga Jerebtsova (1766-1849) en était l'inspiratrice. Le comte von Pahlen et d'autres conspirateurs se rencontrèrent et discutèrent des plans dans sa résidence. Certains maintiennent qu'elle s'appropria les fonds passant par elle que le gouvernement britannique destinait aux conspirateurs. Elle s'enfuit en Angleterre pour échapper à la colère d'Alexandre Ier, fils de Paul, où elle devient la maîtresse du prince régent et donna naissance à un fils naturel, nommé George Nord, du nom de son prétendu père royal.
Dans les années de déclin de sa vie, la sœur de Platon revint dans la capitale impériale, où elle essaya d'influencer les affaires politiques à travers son beau-fils, le prince Alexis Orlov. Dans les années 1840, elle fit connaissance d'Alexandre Herzen, l'écrivain et penseur, « père du socialisme russe », qui rappellera ses opinions et son caractère avec admiration dans ses mémoires Mon passé et pensées

## Les Zoubov sous Alexandre II de Russie
Piotr Alexeïevitch Zoubov fut sous le règne d'Alexandre II de Russie membre du Conseil d'État (1er janvier 1872).